# Mountain River
Mountain River är ett vattendrag i Kanada.   Det ligger i territoriet Northwest Territories, i den centrala delen av landet, 3 900 km nordväst om huvudstaden Ottawa. 
Trakten runt Mountain River är nära nog obefolkad, med mindre än två invånare per kvadratkilometer.